# 拉揚·厄拉爾
拉揚·厄拉爾（法語：Rayan Helal，1999年1月21日—），法國單車運動員，他代表法國隊參加了日本舉行的2020年夏季奧林匹克運動會，並且在男子團體爭先賽上獲得銅牌。